# Bavua Ntinu André
| Bavua Ntinu André |
| Bavua Ntinu André |

Bavua Ntinu André (regione di Kongo Central, 22 marzo 1939 – Kikandikila, 5 ottobre 2013) è stato un artista marziale congolese (Repubblica Democratica del Congo), fondatore e Maestro spirituale del PSV del Potere Spirituale del Verbo.

## Biografia
Bavua Ntinu André è nato il 22 marzo 1939 e morto il 5 ottobre 2013 a Mbanza-Ngungu nel Kongo-Central, era un praticante di arti marziali e iniziatore di sport giapponesi (Karate e Judo) nella Repubblica Democratica del Congo conosciuto come il grande maestro Bavua Ntinu Decantor, fondatore della scuola nazionale di arti marziali (ENAM) e, capo supremo del Potere Spirituale del Verbo (PSV) di cui è anche fondatore e primo leader spirituale dell'organizzazione.